# عشق جاویدان (فیلم ۱۹۶۱)
عشق جاویدان (به ژاپنی: 永遠の人, Eien no hito) (به انگلیسی: Immortal Love) فیلمی در ژانر درام به کارگردانی کیسوکه کینوشیتا است که در سال ۱۹۶۱ اکران شد. از بازیگران آن می‌توان به هیدکو تاکامینه و تاتسویا ناکادای اشاره کرد.